# Araujia angustifolia
Araujia angustifolia es una especie de fanerógamas de la familia Apocynaceae, nativas de Argentina, Brasil y Uruguay.

## Etimología
El epíteto específico viene del latín y hace referencia a la forma angosta de las hojas.

### Nombre común
En Argentina se lo conoce como Tasi.

## Descripción
Son enredaderas perennes con flores blancas a rosadas con forma de campanas dispuestas en racimos o panículas que se encuentran entre 0 y 500 metros sobre el nivel del mar.

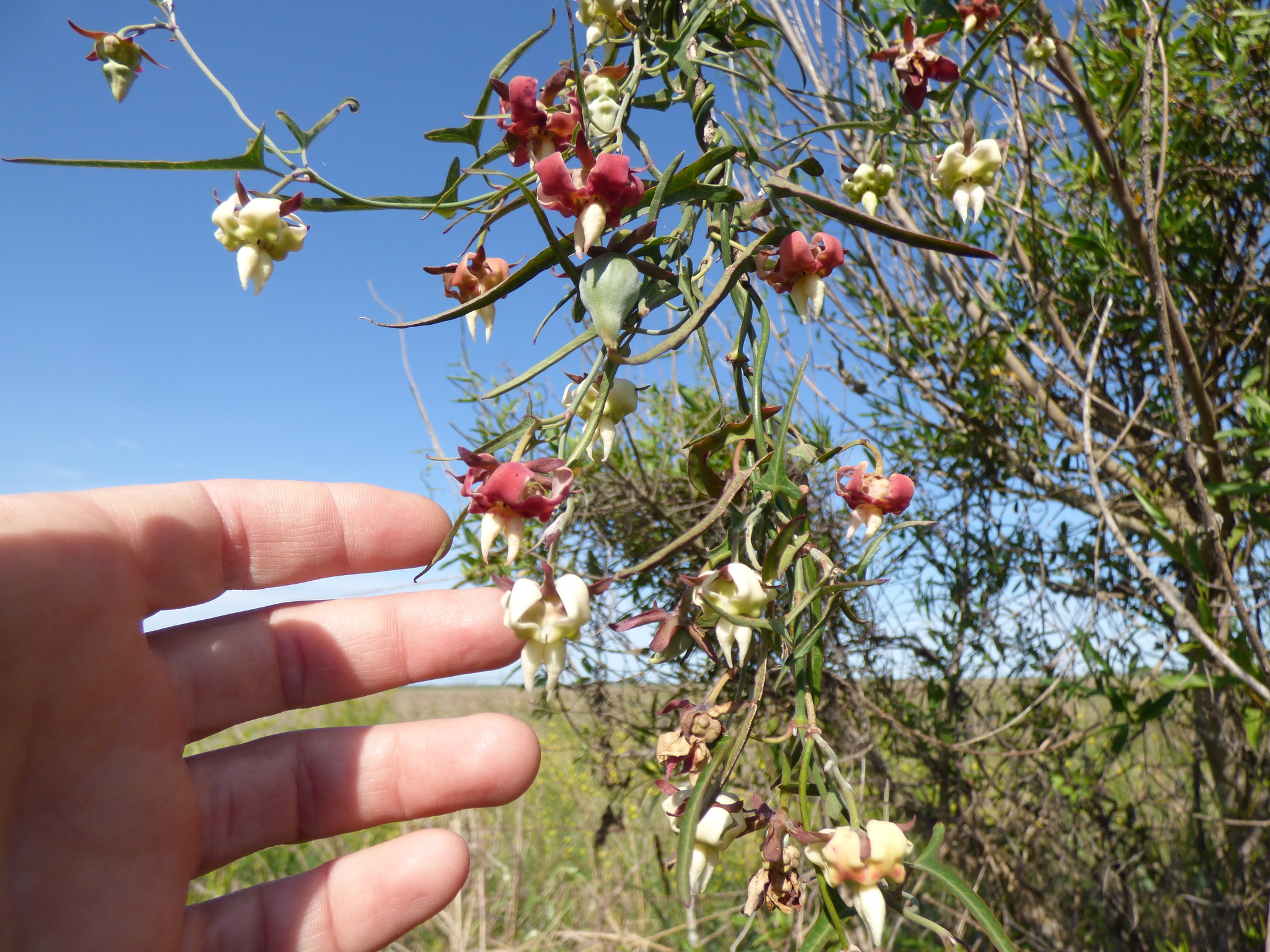
Flores de Tasi

## Usos
Araujia angustifolia es utilizada para atraer mariposas de Monarca sudamericana.